# Cueva de Kapova
La cueva Shulgan-Tash (en baskir: Шүлгәнташ, romanizado: Şülgəntaş), también conocida como cueva Kapova (en ruso: Капова пещера, romanizado: Kapova peshchera), es una cueva kárstica de piedra caliza en el distrito Burzyansky de la república de Baskortostán, Rusia. Se encuentra en el sur de los montes Urales,  a orillas del río Bélaya, en la reserva natural Shulgan-Tash, a unos 200 km al sureste de la capital Ufá.
La cueva es bien conocida por sus pinturas y dibujos rupestres del Paleolítico Superior (más de 190, la mayoría en precario estado de conservación, aunque entre 30 y 50 imágenes se encuentran relativamente bien conservadas), incluyendo la única pintura prehistórica conocida de un camello (de dos jorobas).  Las más famosas —de mamuts, caballos, rinocerontes, bisontes y un camello— se encuentran bastante lejos de la entrada (a más de 300 metros). Estas imágenes están realizadas con ocre rojo, a veces con contornos en carboncillo.
La estimación actual de la edad de las pinturas, basada en la datación uranio-torio, las sitúa entre aproximadamente 14 500 y 36 400 años. Este rango se deriva de la datación de la colada de calcita subyacente y suprayacente a las pinturas: la calcita subyacente más antigua data de 36,4 ± 0,1 ka y la suprayacente más reciente, de 14,5 ± 0,04 ka. Las dataciones por radiocarbono de los estratos culturales de la cueva sugieren un rango más estrecho, de entre 16 300 y 19 600 años.
El descubrimiento de las pinturas de Shulgan-Tash en 1959 fue significativo porque amplió el alcance conocido de la pintura rupestre paleolítica fuera de Europa Occidental, cuestionando la idea, arraigada, de que este arte era exclusivo de España y Francia. El grupo de cuevas de Serpievka (a unos 250 km de Shulgan-Tash) es el único que tiene pinturas antiguas al norte de Shulgan-Tash. La cueva fue estudiada por Otto N. Bader a partir de 1960.. 
La Unesco en 2025 declaró como Patrimonio de la Humanidad las «Pinturas rupestres de la cueva de Shulgan-Tash», recogiendo:

Situada en las montañas de los Urales del sur de Bashkortostan, la cueva de Shulgan-Tash alberga un extenso arte rupestre del Paleolítico tardío. Ubicado en un macizo kárstico cerca de los ríos Belaya y Shulgan, cuenta con grandes salas y cámaras profundas en dos niveles. Las pinturas representan la fauna de la estepa —mamuts, rinocerontes lanudos, bisontes, caballos y un camello bactriano— junto con figuras antropomórficas, signos abstractos y motivos geométricos como los «trapezoides Kapova». Los hallazgos arqueológicos ofrecen una visión del proceso artístico y la vida doméstica de sus habitantes prehistóricos.
UNESCO

## Descripción
Hoy en día, esta zona de denso bosque silvestre y altas rocas blancas alberga ciervos, osos y la abeja baskir. Hace unos 10.000 a 20.000 años, el clima y el paisaje eran diferentes. Los veranos eran cortos, mientras que los meses de invierno eran muy largos y fríos, y el paisaje era de tundra. Los humanos buscaban refugio en grietas y cuevas entre las rocas.
La entrada a la cueva se encuentra en la ladera sur del monte Sarykuskan (Сарыкускан). La entrada forma un enorme arco de 30 m de altura. A la izquierda de la entrada se encuentra un lago del que nace el río Shul'gan (Шульган). El río subterráneo Shul'gan (Подземный Шульган), que creó la cueva, lo atraviesa. Este sistema de cuevas de tres niveles tiene una longitud de aproximadamente 3 km y una profundidad de 165 m, e incluye cavidades submarinas con sifón, grandes salas, galerías, lagos subterráneos y el río.
La entrada de la cueva Shulgan-Tash es llamada el Portal. En las profundidades del Portal se encuentra la fuente del Shulgan, que emerge del subsuelo y forma una poza llamada lago Azul. El lago no tiene fondo: a 33 metros de profundidad, se une a una gigantesca cavidad subterránea.
Un pasadizo conduce desde el Portal a una sucesión de salas a nivel del suelo. Primero está la galería Principal, seguida por la sala de las Estalagmitas. Continuando hacia el norte, se accede a la sala de la Cúpula y a la sala de los Signos. En el otro extremo se encuentra la sala del Caos. Las salas difieren en tamaño y forma: la galería Principal y la sala del Caos son oblongas, mientras que las salas de las Estalagmitas y la Cúpula son circulares, mientras que la sala de los Signos es rectangular. Su longitud alcanza los 90 metros, la anchura entre 20 y 30 metros y la altura entre 7 y 20 metros. Las salas están conectadas por túneles de diversas longitudes y formas, y en algún lugar se producen bloqueos grumosos. El aire del exterior llega a la galería Principal y, en cierta medida, a la sala de las Estalagmitas. Sin embargo, en la sala de la Cúpula y en adelante, el aire está estancado tanto en invierno como en verano. Las estalactitas y estalagmitas se vuelven más comunes a medida que se avanza más profundamente en la cueva. Las paredes están cubiertas de sínter calcáreo, que puede alcanzar hasta medio metro de espesor. Algunas de las piedras de calcita presentan formas intrincadas.
En las salas de la planta baja se pueden encontrar vestigios de la vida del hombre prehistórico. En las paredes de la sala de la Cúpula Central se distinguen claramente manchas de pintura roja extendida, así como algunas figuras geométricas: los signos. En la vecina sala de los Signos, el número de estas figuras aumenta considerablemente. En el suelo de la cueva, en la esquina de la sala del Caos, el arqueólogo Shchelinsky descubrió restos de un fuego y vestigios de la actividad de antiguos pobladores.

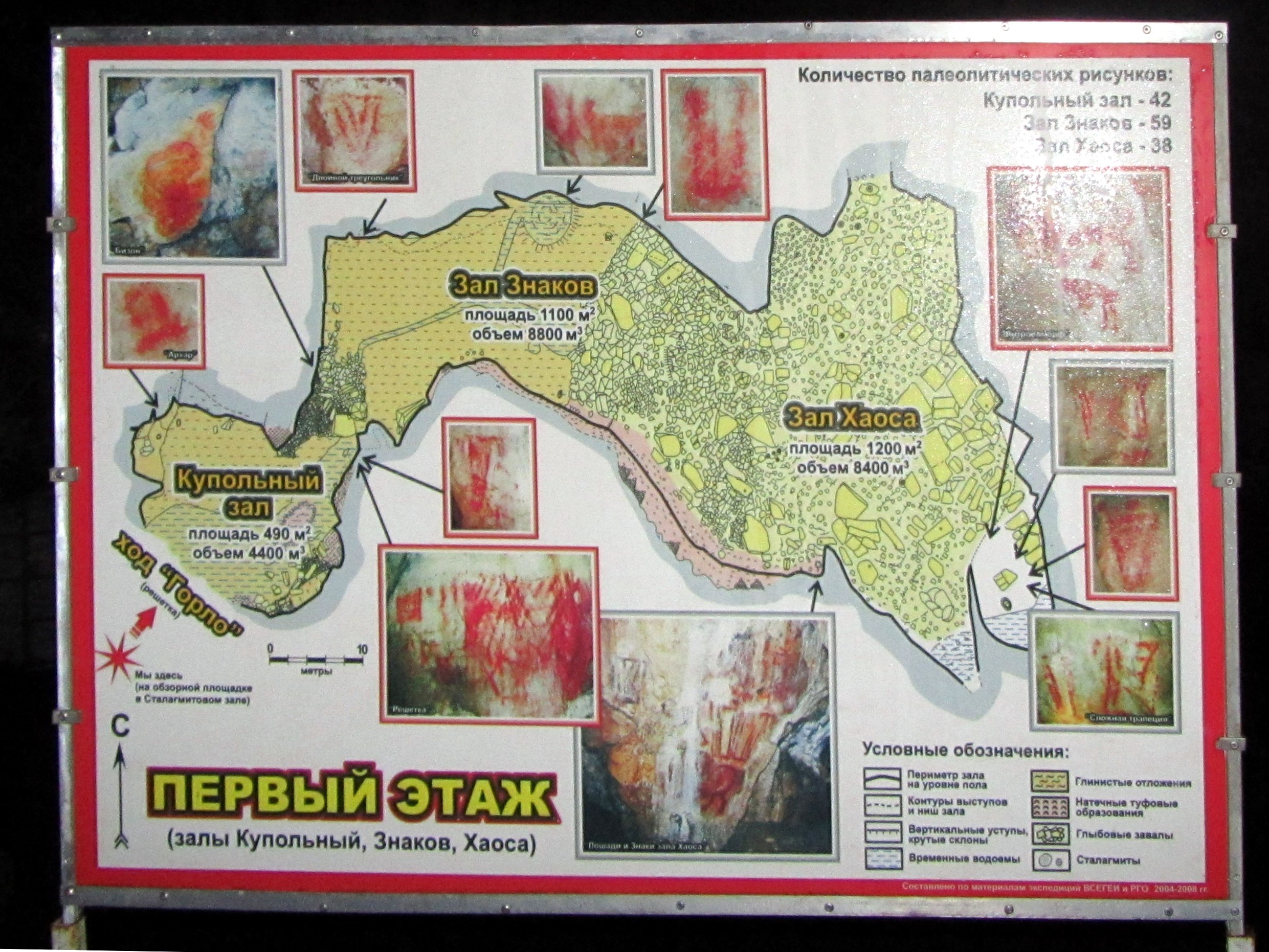
Esquema de la primera planta de la cueva.

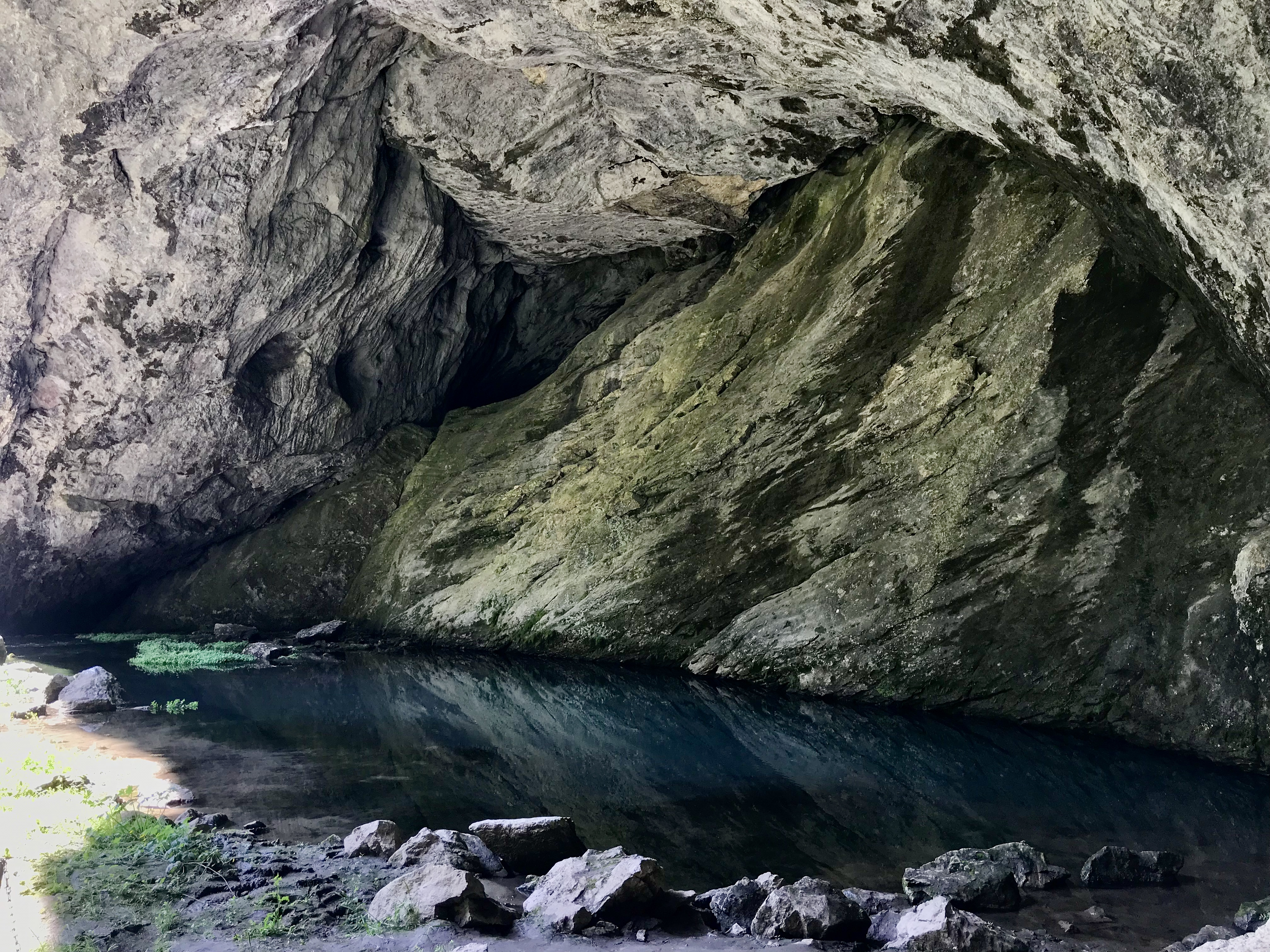
Lago subterráneo en la cueva

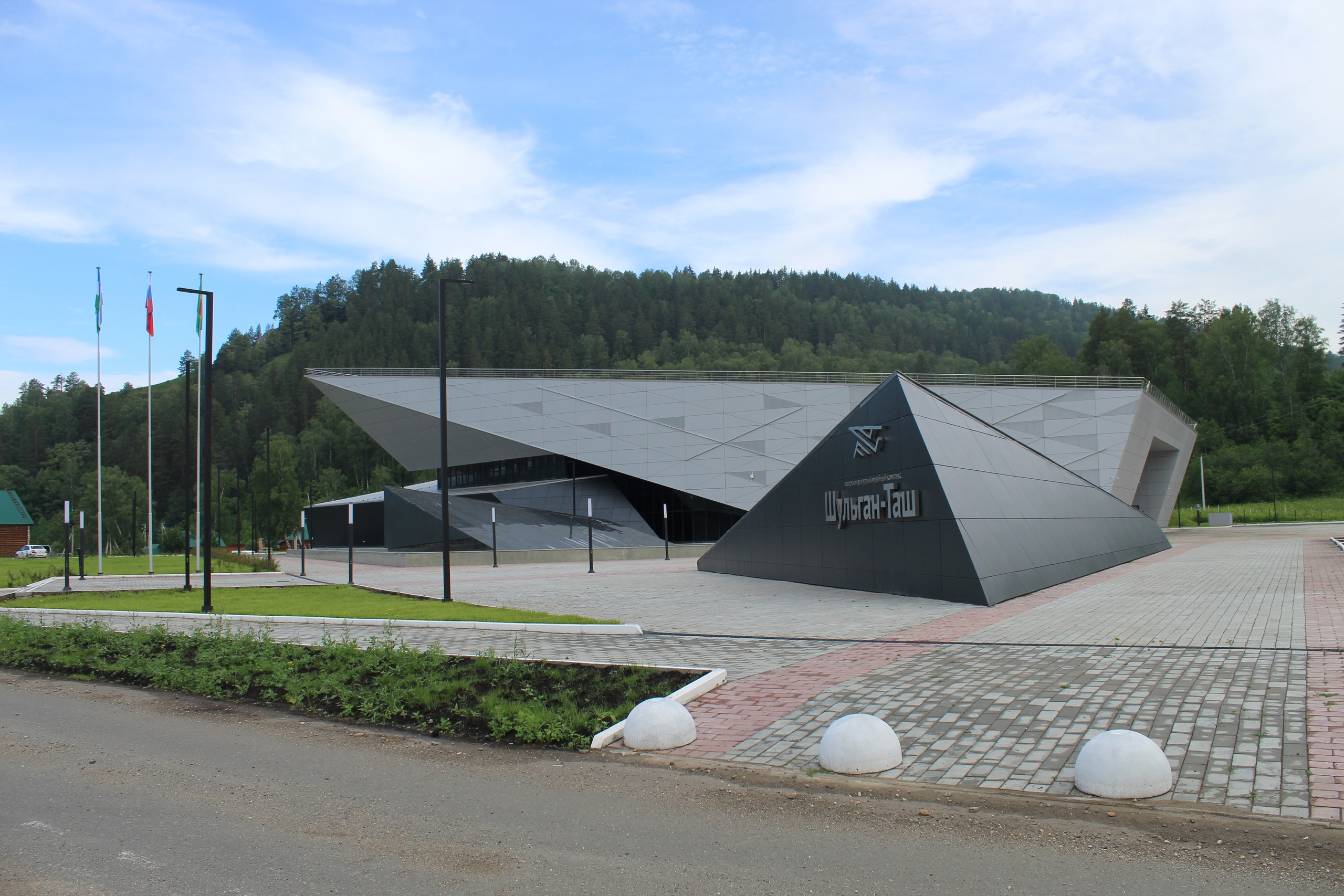
El centro del museo cerca de la entrada a la cueva (inaugurado en 2022)

Debido a la densidad de dibujos, la sala del Caos podría considerarse el "museo" de la parte baja de la cueva. En sus paredes se puede ver una imagen bicolor de caballos de pelo largo, junto con una figura geométrica trapezoidal; y un poco más allá, un grupo de signos geométricos.
La imagen de una criatura con aspecto humano, la única en la cueva de Shulgan-Tash, también se encuentra en la sala del Caos. Durante siglos, todos los dibujos han estado cubiertos por una costra de calcita semitransparente. La expedición, encabezada por el destacado arqueólogo O.N. Bader, limpió las imágenes de los caballos en 1976. 
Para ascender al nivel superior de la cueva, hay que regresar a la sala de las Estalagmitas, donde hay un agujero en el techo que conduce hacia arriba. Se ha instalado una escalera de acero para llegar a dicho agujero; a continuación, un sendero inclinado conduce a otra escalera, esta vez de 16 metros de largo, que lleva a los visitantes al nivel superior. Tras subir la escalera, los visitantes se encuentran en una sala larga y alta, llamada la Primera Galería, la primera de una serie de salas en la planta superior. Siguiendo hacia el norte, se cruza la pequeña sala de la Antecámara para acceder a la sala más famosa del Shulgantash: la sala de los Dibujos.
Más allá de la sala de los Dibujos, hay 14 salas más, grandes y pequeñas, accesibles a los visitantes: la Segunda Galería, la sala Acústico, la sala Oval, la sala del Templo, las salas Superior y Diamante, la sala del Lago Superior (con un gran lago en él), las salas Arcoíris y Cristal, la sala del Rey de la Montaña, la sala de la Galería, la sala del Abismo, la sala Transsifón y la sala Lejana.
El camino a las salas más remotas es bastante complicado, con numerosos tramos peligrosos y pozas que bloquean el paso. En la sala Transsifón se puede ver una sección subterránea del río Shulgan. Más allá de la sala Lejana hay una cavidad llena de agua: un sifón. El espeleólogo y buceador Vladimir Kiselyov llegó a recorrer 317 metros hacia el norte dentro del sifón antes de regresar, sin haberlo encontra el final.
Lo más destacado de la salan de Cristal es la franja plateada de carámbanos de calcita que cuelga del techo. Entre las sublimes decoraciones de la cueva se encuentran "ríos lechosos" compuestos por diminutos cristales de calcita, frágiles y crujientes, que aún no se han solidificado.
Los arroyos de la cueva a veces forman pequeños embudos en las salas del suelo, revelando granos de perla de cueva, mientras que en las paredes hay una costra de ónix marmóreo, en algunos lugares de medio metro de profundidad. El ónix marmóreo es un tipo de mármol que se encuentra frecuentemente en cuevas de piedra caliza.

## La sala de los Dibujos

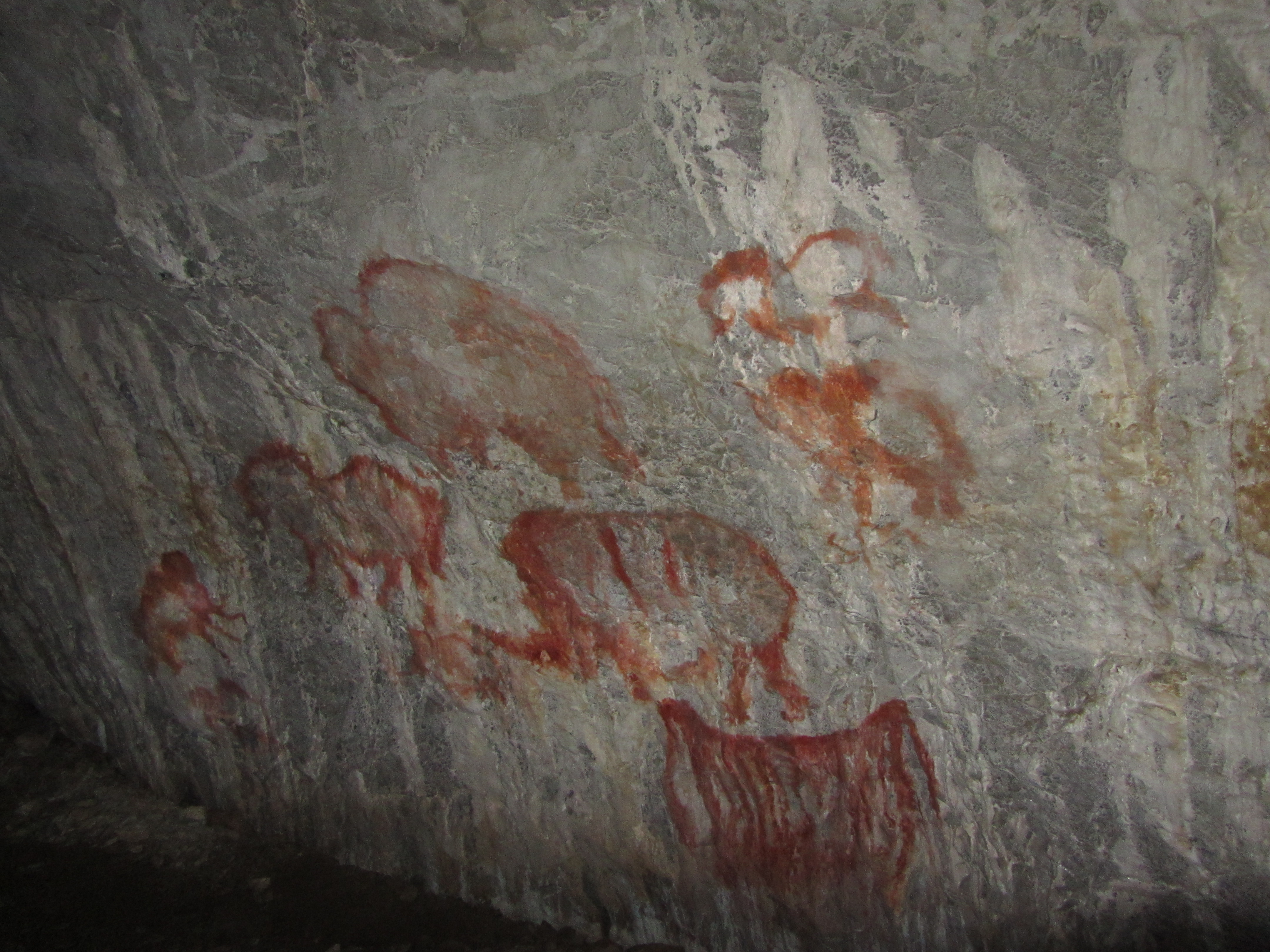
Pinturas rupestres en la cueva

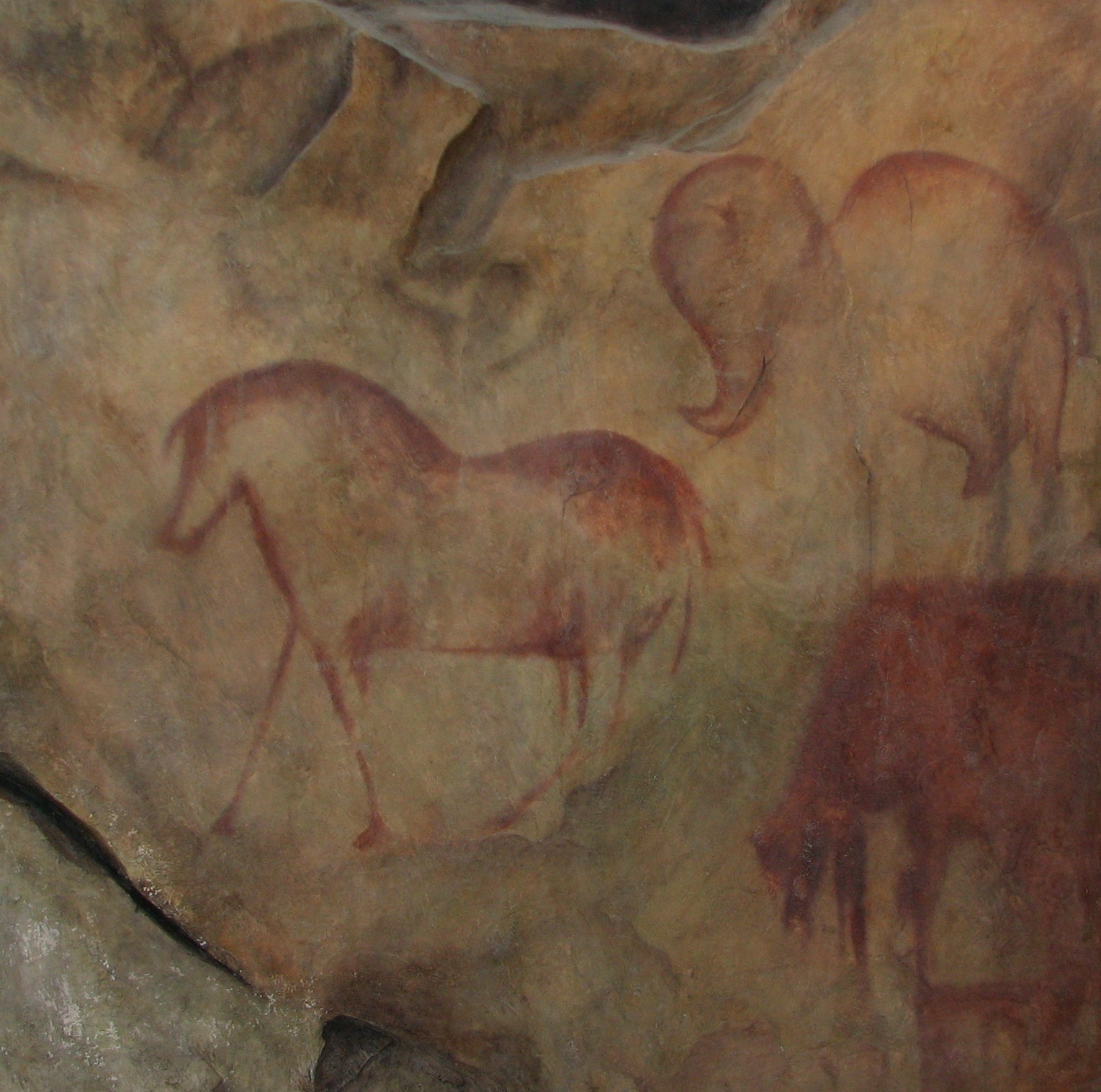
Pinturas en la cueva (réplica)

Los dibujos más antiguos se encuentran en el nivel superior. Fueron pintados a finales del Paleolítico, cuando los cromañones habitaban el planeta. El nivel inferior de la cueva de Kapova alberga imágenes posteriores del final de la última glaciación. Su tamaño varía entre 44 y 112 centímetros.
En enero de 1959, Alexander Ryumin, investigador principal de la rama Pribelsky de la Reserva Natural de Bashkiriya, hizo un descubrimiento sensacional. Descubrió dibujos hechos por personas antiguas en las paredes de la cueva Shulgan-Tash. Alexander Ryumin, tras descender al subsuelo en busca de murciélagos, encontró coloridas pinturas murales de diversos animales: caballos, rinocerontes y mamuts. Esto se convirtió en una auténtica sensación mundial. Los científicos de la época creían que los dibujos de animales fósiles del Paleolítico eran característicos solo de Europa Occidental; una pintura rupestre tan antigua se encontraba en el mundo solo en Francia y España. A partir de ese momento, la cueva de Kapova adquirió el estatus de un importante complejo histórico y cultural, sin igual en Europa del Este.
La mejor composición se encuentra en la mitad derecha de la pared este. En el centro, al alcance de la mano del antiguo pintor, se encuentra el dibujo de un animal, el "caballo de Ryumin", la primera imagen descubierta en la cueva Shulgan-Tash. A continuación, se muestran imágenes de varios mamuts y un rinoceronte. Todos los animales se muestran caminando de derecha a izquierda, con un pequeño mamut de pie o yendo en dirección contraria. En el muro opuesto hay un bisonte o un toro, y mamuts con una cría. En esta sala también se puede ver una forma trapezoidal pintada con extrañas líneas y signos en su interior, y orejas inusuales en la parte superior. Estos signos geométricos aparecen repetidamente en los dibujos de la cueva Shulgan-Tash.

## Descubrimiento y excavación

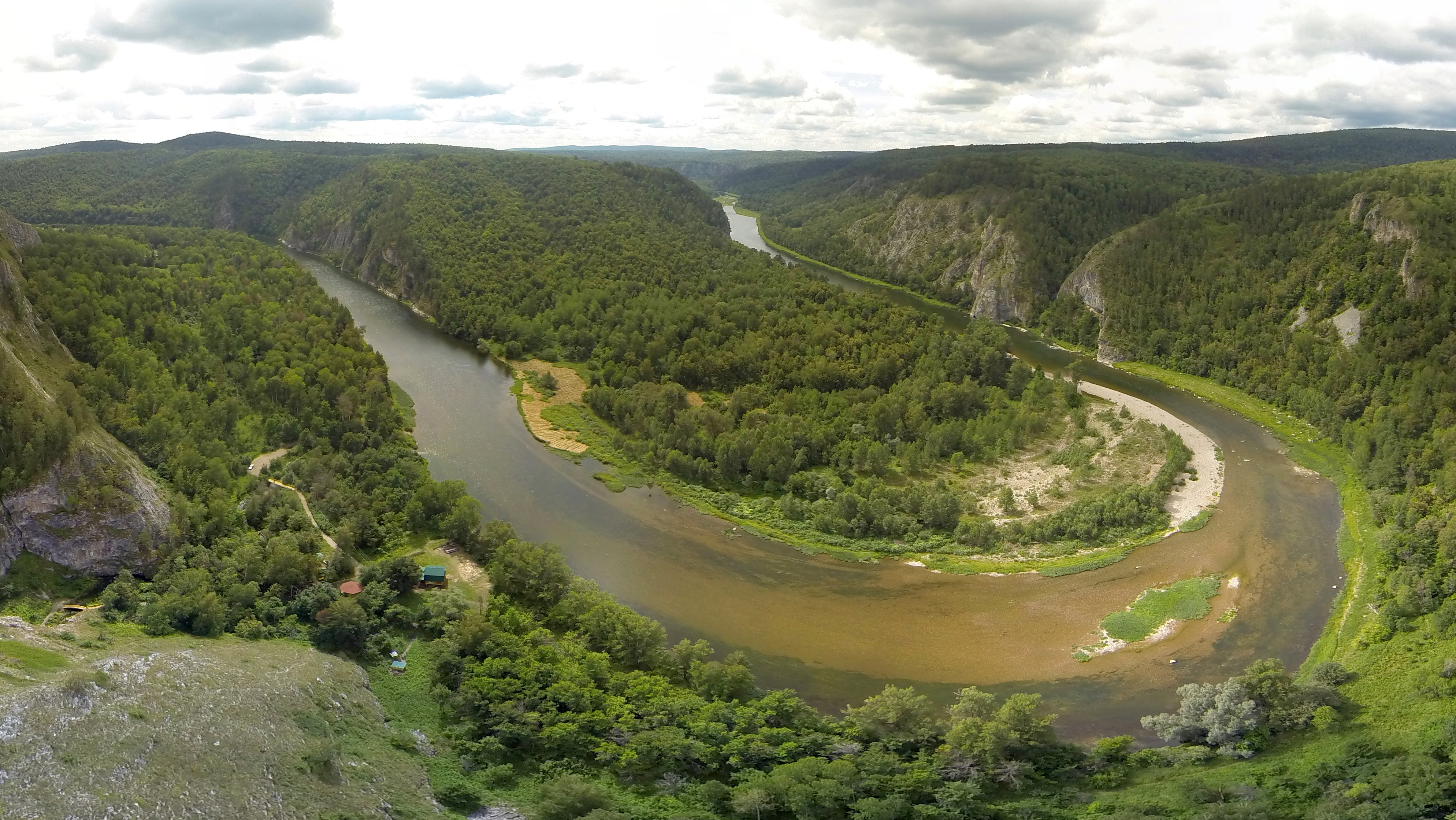
Paisaje natural cerca de la cueva.

La gente local tenía miedo de visitar la cueva.
La primera información escrita sobre la cueva Shulgan-Tash apareció en enero de 1760. Durante una visita a Baskiria, Pyotr Rychkov fue informado sobre la cueva. Ofreció una descripción detallada de la cueva, o mejor dicho, de su parte a nivel del suelo, en su artículo «Descripción de una cueva ubicada en la provincia de Oremburgo, cerca del río Belaya, que de todas las cuevas de Baskiria es la más gloriosa y venerada» (en su libro Composiciones y traducciones para el beneficio y entretenimiento de los empleados (Сочинения и переводы к пользе и увеселению служащих, 1760).
Diez años más tarde (1770), la cueva fue explorada por Ivan Lepyokhin, quien estudió el nivel superior y dio una vívida descripción de él en su diario de viaje. Lepyokhin sugirió que la palabra «Kapova» provendría del agua que gotea dentro de la cueva ( kapat es la palabra rusa para 'gotear').
A mediados y finales del siglo XIX, la cueva Shulgan-Tash fue estudiada por numerosos viajeros y exploradores (por ejemplo, por los geólogos N. G. Myaglitsky y A. I. Antipov en 1858). El silvicultor local Fiódor Simon organizaba ocasionalmente excursiones a la cueva.
En 1896, el piso inferior de la cueva fue examinado por miembros de la sección de Oremburgo de la Sociedad Geográfica Rusa, D. Sokolov, I. Zanevsky y F. Simon, quienes trazaron una planta de la entrada del nivel inferior y elaboraron un protocolo para su inspección y medición. Los investigadores observaron que la descripción de P. I. Rychkov concuerda plenamente «con el estado real de la cueva: en todos los lugares indicados se encontró todo lo que él observó».
En 1923, el geólogo y científico G. V. Vakhrushev exploró la cueva hasta el lago Superior. Trazó un mapa aproximado del interior y publicó un pequeño libro, Los enigmas de la cueva de Kapova. En 1931, G. V. Vakhrushev volvió a la cueva, aclaró información sobre ella y describió sus alrededores. También escribió sobre varias leyendas de la cueva Shulgan-Tash.
En 1960, un grupo de arqueólogos moscovitas, encabezados por Otto Bader, comenzó a trabajar en la cueva. A lo largo de su trabajo, descubrió más de 30 dibujos, incluyendo mamuts, caballos, rinocerontes, bisontes y formas geométricas. Los dibujos fueron limpiados de la costra de calcita y el lodo, fotografiados y examinados a fondo. Se estimó que databan del Paleolítico tardío (25-10 000 años a. C.). El principal resultado de esta larga investigación fue su libro Kapova Cave: Paleolithic Painting, publicado en 1965. Bader creía que todos los dibujos representaban un único complejo ejecutado al mismo tiempo.
Durante este período, el estudio de la propia cueva Shulgan-Tash fue realizado por personal de la Universidad Estatal de Baskiria, bajo la dirección de E.D. Bogdanovich e I.I. Kudryasheva. Elaboraron un mapa detallado de la cueva. Se realizaron las primeras observaciones microclimáticas y se exploraron zonas distantes, generalmente inaccesibles.
Tras la muerte de Otto Bader en 1979, se interrumpió la investigación en la cueva. Existían problemas para la conservación de las pinturas rupestres, por lo que se decidió cerrarla por completo. Los trabajos en la cueva no se reanudaron hasta 1982, bajo la dirección del arqueólogo de Leningrado V. E. Shchelinsky. En aquel entonces, dirigió una exhaustiva expedición paleolítica que realizaba anualmente investigaciones arqueológicas en los Urales meridionales.
V.E. Shchelinsky sugirió una respuesta a la pregunta de cuándo se realizarían los dibujos en las paredes de la cueva. Descubrió varios artefactos dejados por humanos antiguos bajo los dibujos antiguos. Creía que pertenecían al Paleolítico. Schelinsky cree que una parte significativa de los dibujos de la cueva se combinan en composiciones que reflejan las creencias mitológicas de los artistas antiguos. Por primera vez, se identificó un estrato cultural bien definido del Paleolítico Superior, datado alrededor del 14 000 a. C. Los puntos focales trazados indican el uso de fuego abierto por los antiguos habitantes. Se identificaron varios artefactos, entre ellos una lámpara de grasa de arcilla, herramientas de piedra, principalmente de sílex, piezas de ocre, joyas en forma de cuentas y colgantes hechos de piedra y pequeñas conchas de moluscos fósiles, y huesos de animales de la edad de hielo: se encontraron mamut, oso cavernario, zorro, liebre, marmota, pika y jerbo.
El arqueólogo V.N. Shirokov de Ekaterimburgo cree que la cueva Shulgan-Tash era un santuario.
En 1991, I. V. Kiselev realizó un estudio exhaustivo de la cueva Shulgan-Tash. Realizó inmersiones en el río subterráneo Shulgan.
V. G. Kotov exploró la cueva y cree que la cueva Shulgan-Tash era un centro de culto para los pueblos de los Urales del Sur, donde se celebraban ritos de iniciación y renacimiento de la naturaleza. V. G. Kotov y V. N. Shirokov creen que la actividad en la cueva en aquella época estaba asociada con rituales de iniciación.
Yuri Lyakhnitsky elaboró un mapa detallado y preciso del macizo de la cueva Shulgan-Tash. En 2002, identificó nuevos dibujos: el "mamut pálido", junto con el dibujo de un hombre y la silueta de otro mamut.
Hoy en día, la cueva Shulgan-Tash se considera una cueva completamente estudiada y documentada.

## Leyendas y tradiciones de Baskiria
El corazón de los Urales Meridionales, con el lago Shulgan y las fuentes de los legendarios ríos Aghidel, Yaiyk, Hakmar y Nogosh, se asocia con la vida y las hazañas de los héroes inmortales de las epopeyas Ural Batyr y Аkbuthat (Akbuzat), que pertenecen a los tesoros artísticos mundiales. Para los antiguos baskires, esta zona era el centro de la tierra, donde los mundos celestial, natural y submarino podían interactuar e interconectarse.
Existe una gran cantidad de folclore relacionado con la cueva Shulgan-Tash. Lo más sorprendente es que las principales acciones de muchos cuentos antiguos y otras obras folclóricas están vinculadas a la cueva Shulgan-Tash o al lago Shulgan. Y no es casualidad que tanto la cueva como el lago que albergan lleven el nombre de Shulgen, el dueño del inframundo (rey submarino).
Shulgen es uno de los principales personajes negativos de la poesía épica baskir (como Ural-Batyr, Akbuzat, Kara-Yurga, Akhak Kola y otros). Según la leyenda, el lago Shulgen, formado a partir de los restos del mar del Diluvio, fue creado por el Div (Gigante) y Shulgen tras ser golpeados por el bastón de la tierra. Un relato similar se encuentra en Akbuzat, que dice: «Cuando el padishah (rey) del agua perdió la batalla, encontró un estanque sin fondo y se zambulló en él. El lago pasó a ser conocido como SHULGEN».
Las epopeyas Akbuzat y el Ural-Batyr describen el sacrificio de un ser humano al lago Shulgan. Una hermosa joven fue ofrecida al padishah del mundo subacuático (Rychkov encontró una «cabeza humana seca» durante su visita a la cueva en 1760).
En muchas leyendas y tradiciones baskires, el lago Shulgan desempeña un papel destacado. Por ejemplo, todos los eventos en Akbuzat se desarrollan precisamente en torno a este lago. En la superficie del lago, durante la luna llena, aparece la joven Narcas, representada como un pato dorado. Un joven cazador, Haoban, recibe un regalo de ella: el caballo Akbuzat (Toolpar con alas) e innumerables rebaños de ganado. La única condición para Haoban es que se le prohíbe volver a mirar el lago después de recibir sus regalos. Sin embargo, temeroso de la tormenta causada por la salida de los animales del lago Toolpar, Haoban miró hacia atrás y todos los animales desaparecieron en el lago.
La acción de otra leyenda, Kungyr Buga, también transcurre junto al lago Shulgan. En este relato, el héroe Batyr encuentra a Minei, la hija desaparecida de una pareja de ancianos, en el lago Shulgan. Minei había sido secuestrada por un ser acuático que gobernaba el lago. Batyr desciende al reino submarino, corta las siete cabezas del monstruo y se lleva a las niñas, las personas y el ganado a la tierra.
Los motivos por los que los caballos y el ganado viven en el lago y su desaparición parcial en el mismo se encuentran repartidos en numerosas leyendas baskires.
Una leyenda sobre el lago Yelkysykkan-kul, del que brotan caballos, es ampliamente conocida en el distrito de Burzyan. Esta leyenda (de M.V. Lossievsky) cuenta que el héroe Bishlak se encontró con un vagabundo mientras cazaba en los alrededores del lago Shulgan. El vagabundo le pidió a Bishlak que le diera su perro, ofreciéndole a cambio una manada de caballos. Byshlak debía avanzar sin mirar atrás. Pero, por curiosidad, miró a su alrededor y, a mitad de camino, la manada regresó al lago.El cazador se hizo rico, y sus descendientes (tribu) de su época se llaman Bayulins (ricos). De esta manada surgió la raza de caballos grises. Y el lago recibió el nombre de Yelkysykkan, lago donde salían los caballos. Según la descripción, este lago corresponde al lago de origen kárstico cerca de la cueva Shulgan-Tash (llamado lago Shulgan).
En las tradiciones populares, el lago Shulgan suele ser la cuna de caballos milagrosos. Por ejemplo, en una versión de la leyenda Akhak Kola, la aparición del líder de la manada, Akhak Kola, se describe así: «Shulgan llegó al lago. Pero solo logró atrapar al potro; la yegua se zambulló de nuevo en el lago, pero este quedó cojo (de ahí su nombre: «Akhak Kola»: el caballo cojo de color amarillo claro con cola negra»).
Las leyendas relacionadas con la cueva personifican una fuerza externa. El entorno de la cueva es más severo e incomprensible que la mayoría de los demás entornos naturales. Vladimir Dal, quien visitó la provincia de Oremburgo como funcionario, recopiló obras de cultura oral, en particular folclore baskir. Caracterizó la cueva Shulgan-Tash según cuentos y leyendas baskires. Hay genios, criaturas fantásticas (дивы) y un perro de piedra. Es curioso que el perro le tema a los látigos. Si lo golpeas cien veces con un látigo, lloverá.
Según P.I.Rychkov, los baskires solían esconder aquí a sus familias y caballos durante las guerras y sus levantamientos. El ganado, por supuesto, se alojaba en la planta baja de la cueva, y las mujeres, los niños y los ancianos subían. Aquí siempre se almacenaba la comida.